# Estació de la Riba
La Riba és una estació de ferrocarril propietat d'adif situada a l'est de la població de la Riba, a la comarca de l'Alt Camp. L'estació es troba a la línia Tarragona-Reus-Lleida i hi tenen parada trens de les línies R13 i R14 dels serveis regionals de Rodalies de Catalunya, operat per Renfe Operadora.
Aquesta estació es va posar en funcionament l'any 1863 quan va entrar en servei el tram construït per la Companyia del Ferrocarril de Reus a Montblanc (posteriorment LRT) entre Reus (1856) i Montblanc.
L'any 2016 va registrar l'entrada de 1.000 passatgers.

## Serveis ferroviaris
| Serveis regionals de Rodalies de Catalunya |          |       |                        |                                                          |
| Procedència/Destinació                     | <        | Línia | >                      | Procedència/Destinació                                   |
| Lleida Pirineus                            | Vilaverd |       | La Plana - Picamoixons | Barcelona-Estació de França Barcelona-Sant Andreu Comtal |
| Lleida Pirineus                            | Vilaverd |       | La Plana - Picamoixons | Barcelona-Estació de França Barcelona-Sant Andreu Comtal |